# Zibo

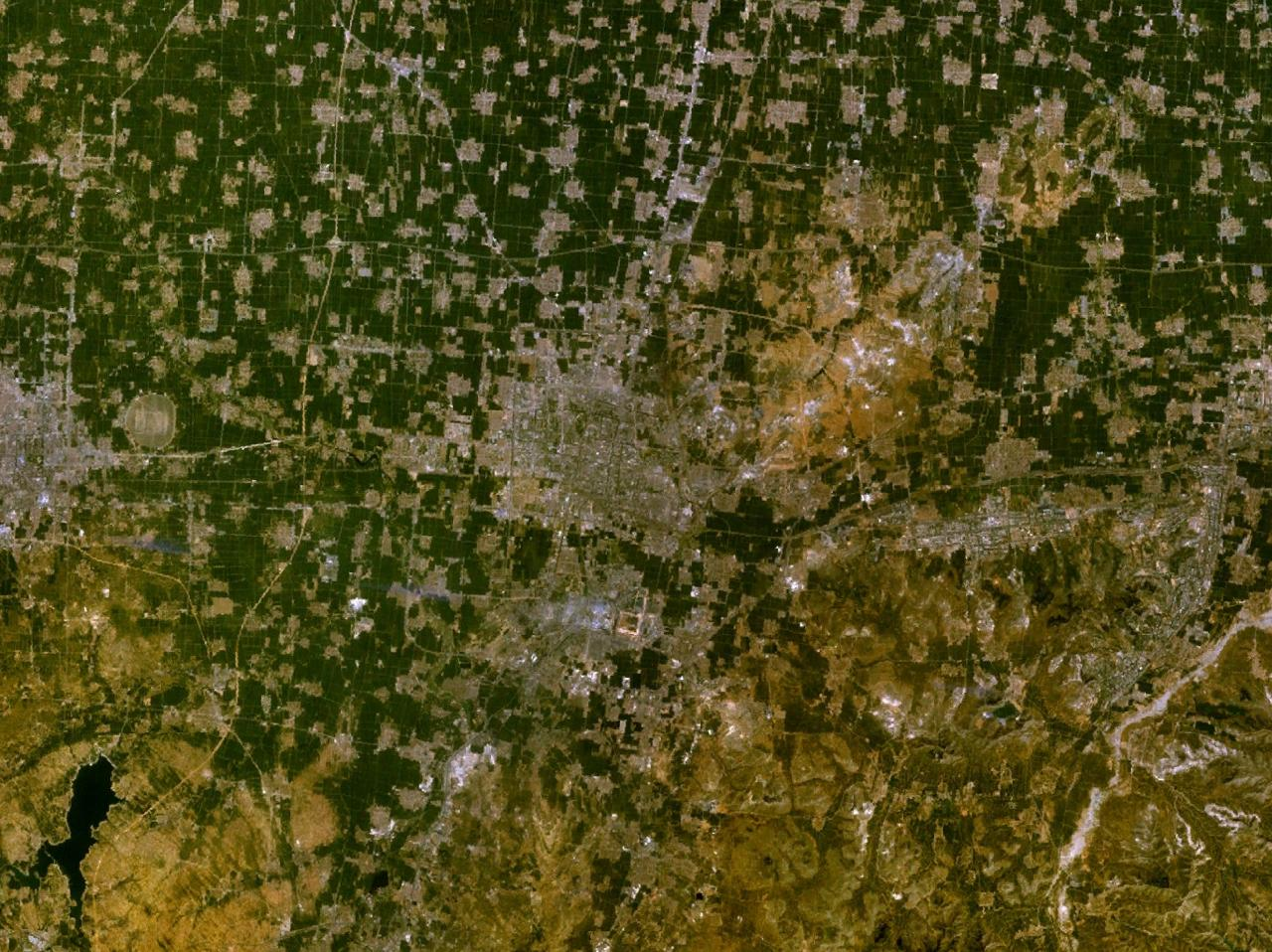
Zdjęcie satelitarne miasta

Zibo (chiń. 淄博; pinyin Zībó) – miasto o statusie prefektury miejskiej we wschodnich Chinach, w prowincji Szantung. W 2010 roku liczba mieszkańców miasta wynosiła 674 380. Prefektura miejska w 1999 roku liczyła 4 057 240 mieszkańców. Ośrodek regionu górniczego (węgiel kamienny, boksyty, piryty, rudy żelaza) oraz przemysłu jedwabniczego, odzieżowego, metalowego, maszynowego, petrochemicznego, elektrotechnicznego, elektronicznego i spożywczego.

## Podział administracyjny
Prefektura miejska Zibo podzielona jest na:
- 5 dzielnic: Zhangdian, Zichuan, Boshan, Linzi, Zhoucun,
- 3 powiaty: Huantai, Gaoqing, Yiyuan.

## Miasta partnerskie
- Erie, Stany Zjednoczone
- Kwangju, Korea Południowa
- Nowogród Wielki, Rosja